# Dipturus garricki
Dipturus garricki  (лат.) — вид хрящевых рыб семейства ромбовых скатов отряда скатообразных. Обитают в центрально-западной части Атлантического океана. Встречаются на глубине до 476 м. Их крупные, уплощённые грудные плавники образуют диск в виде ромба со удлинённым и заострённым рылом. Максимальная зарегистрированная длина 107 см. Откладывают яйца. Не являются объектом целевого промысла.

## Таксономия
Впервые вид был научно описан в 1958 году как Raja garricki. Вид назван в честь А. Ф. Гэррика, внесшему большой вклад в исследование пластиножаберных Новой Зеландии. 

## Ареал
Эти батидемерсальные скаты обитают в северной части Мексиканского залива у берегов США (Флорида, Техас, Луизиана, Миссисипи) и Никарагуа. Встречаются вдоль в верхней части материкового склона на глубине от 275 до 476 м.

## Описание
Широкие и плоские грудные плавники этих скатов образуют ромбический диск с округлым рылом и закруглёнными краями. На вентральной стороне диска расположены 5 жаберных щелей, ноздри и рот. На длинном хвосте имеются латеральные складки. У этих скатов 2 редуцированных спинных плавника и редуцированный хвостовой плавник. Дорсальная поверхность диска ровного коричневого цвета, вентральная поверхность бледная, голубоватая. Область на рыле, где сосредоточены ампуллярные поры,  более тёмная. На дорсальной поверхности от затылочной области до первого спинного плавника пролегает срединный ряд шипов. Максимальная зарегистрированная длина 107 см.

## Биология
Подобно прочим ромбовым эти скаты откладывают яйца, заключённые в жёсткую роговую капсулу с выступами на концах. Эмбрионы питаются исключительно желтком. Самцы достигают половой зрелости при длине около 96 см.

## Взаимодействие с человеком
Эти скаты не являются объектом целевого промысла. Потенциально могут попадаться в качестве прилова. Для оценки Международным союзом охраны природы охранного статуса вида данных недостаточно.